# Parc solaire Navarra

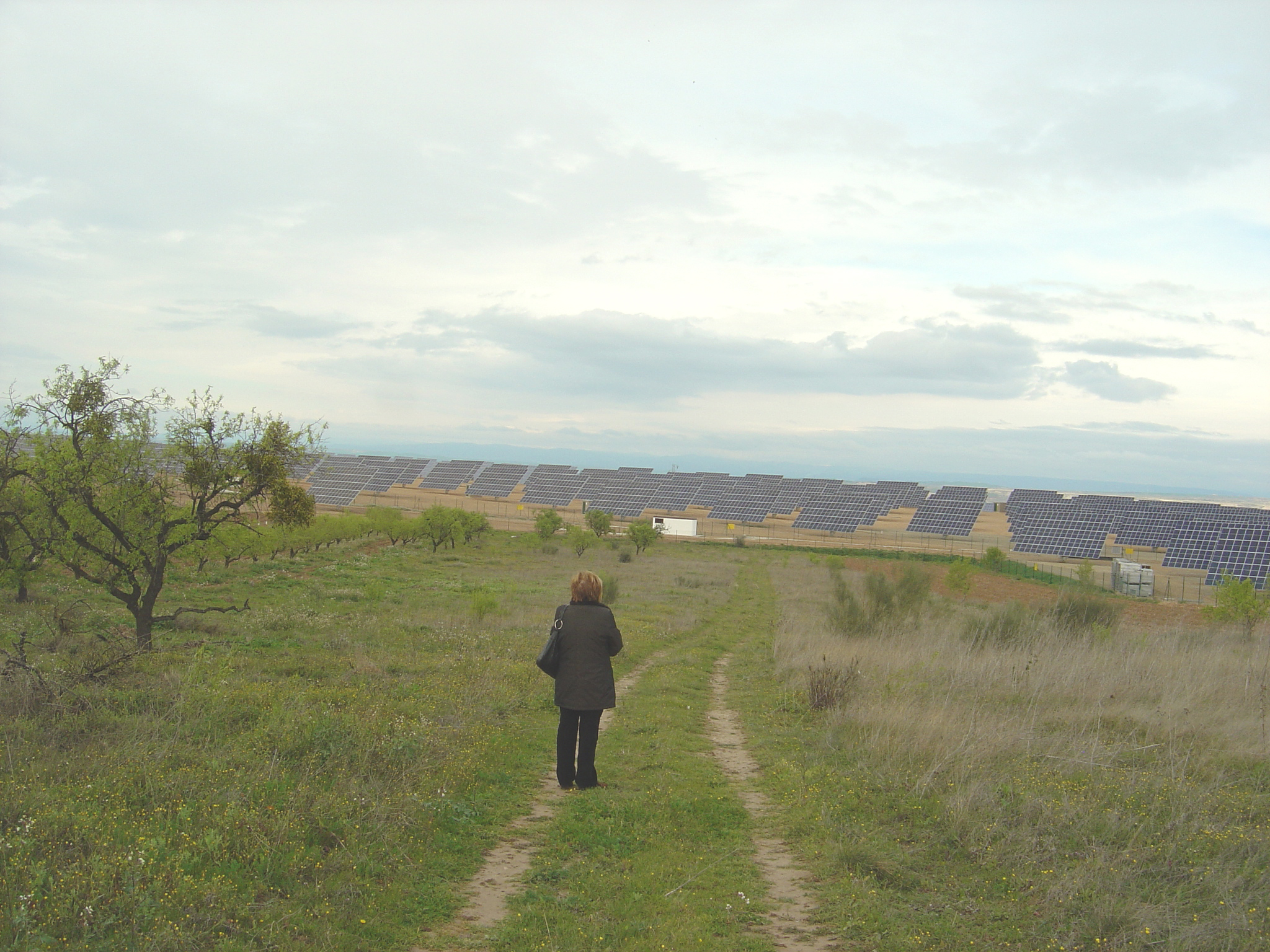
Vue du parc solaire.

L'usine de génération d'énergie solaire de Monte Alto est une centrale solaire photovoltaïque à concentrateur. Elle est située à Milagro dans la Communauté autonome de Navarre en Espagne.